# Grande Prêmio do Canadá de 1969
Resultados do Grande Prêmio do Canadá de Fórmula 1 realizado em Mosport Park em 20 de setembro de 1969. Nona etapa da temporada, foi vencido pelo belga Jacky Ickx, que subiu ao pódio junto a Jack Brabham numa dobradinha da Brabham-Ford, com Jochen Rindt em terceiro pela Lotus-Ford.

## Resumo
Caso único na história da Fórmula 1, o canadense Al Pease foi desclassificado por estar "lento demais" na pista.

## Classificação da prova
| Pos. | Nº | Piloto               | Construtor     | Voltas | Tempo/Diferença          | Grid | Pontos |
| ---- | -- | -------------------- | -------------- | ------ | ------------------------ | ---- | ------ |
| 1    | 11 | Jacky Ickx           | Brabham-Ford   | 90     | 1:59:25.7                | 1    | 9      |
| 2    | 12 | Jack Brabham         | Brabham-Ford   | 90     | + 46.2                   | 6    | 6      |
| 3    | 2  | Jochen Rindt         | Lotus-Ford     | 90     | + 52.0                   | 3    | 4      |
| 4    | 18 | Jean-Pierre Beltoise | Matra-Ford     | 89     | + 1 volta                | 2    | 3      |
| 5    | 4  | Bruce McLaren        | McLaren-Ford   | 87     | + 3 voltas               | 9    | 2      |
| 6    | 19 | Johnny Servoz-Gavin  | Matra-Ford     | 84     | + 6 voltas               | 15   | 1      |
| 7    | 25 | Pete Lovely          | Lotus-Ford     | 81     | + 9 voltas               | 16   |        |
| NC   | 16 | Bill Brack           | BRM            | 80     | + 10 voltas              | 18   |        |
| Ret  | 1  | Graham Hill          | Lotus-Ford     | 42     | Motor                    | 7    |        |
| Ret  | 9  | Jo Siffert           | Lotus-Ford     | 40     | Semieixo                 | 8    |        |
| Ret  | 3  | John Miles           | Lotus-Ford     | 40     | Câmbio                   | 11   |        |
| Ret  | 6  | Pedro Rodríguez      | Ferrari        | 37     | Pressão do óleo          | 13   |        |
| Ret  | 17 | Jackie Stewart       | Matra-Ford     | 32     | Colisão                  | 4    |        |
| DSQ  | 69 | Al Pease             | Eagle-Climax   | 22     | Lento demais             | 17   |        |
| Ret  | 14 | John Surtees         | BRM            | 15     | Motor                    | 14   |        |
| Ret  | 21 | Piers Courage        | Brabham-Ford   | 13     | Vazamento de combustível | 10   |        |
| Ret  | 26 | John Cordts          | Brabham-Climax | 10     | Vazamento de óleo        | 19   |        |
| Ret  | 5  | Denny Hulme          | McLaren-Ford   | 9      | Distribuidor             | 5    |        |
| Ret  | 15 | Jackie Oliver        | BRM            | 2      | Motor                    | 12   |        |
| Ret  | 20 | Silvio Moser         | Brabham-Ford   | 0      | Acidente                 | 20   |        |

## Tabela do campeonato após a corrida
|        | Pos. | Piloto               | Pontos |
| ------ | ---- | -------------------- | ------ |
|        | 1    | Jackie Stewart       | 60     |
| 1      | 2    | Jacky Ickx           | 31     |
| 1      | 3    | Bruce McLaren        | 26     |
|        | 4    | Graham Hill          | 19     |
|        | 5    | Jean-Pierre Beltoise | 19     |
| Fonte: |      |                      |        |

|        | Pos. | Construtor   | Pontos  |
| ------ | ---- | ------------ | ------- |
|        | 1    | Matra-Ford   | 63      |
| 1      | 2    | Brabham-Ford | 39      |
| 1      | 3    | Lotus-Ford   | 38      |
|        | 4    | McLaren-Ford | 29 (31) |
|        | 5    | Ferrari      | 5       |
| Fonte: |      |              |         |

- Nota: Somente as primeiras cinco posições estão listadas. Em 1969 os pilotos computariam cinco resultados nas seis primeiras corridas do ano e quatro nas cinco últimas. Neste ponto esclarecemos: na tabela dos construtores figurava somente o melhor colocado dentre os carros de um time. Neste caso os campeões da temporada surgem destacados em negrito.